# Аполипопротеин A5
Аполипопротеин A5 (АпоА-V, англ. Apolipoprotein A-V, ApoA-V) — минорный аполипопротеин плазмы крови. В плазме в основном ассоциирован с липопротеинами высокой плотности и в меньшей степени — с липопротеинами очень низкой плотности. По структуре и по локализации гена относится к группе A1/A4/E. Играет важную роль в определении концентрации триглицеридов в крови, так как является стимулятором апоC-II-активируемого липолиза триглицеридов под действием липопротеинлипазы и ингибитором синтеза триглицеридов в печени. Обнаружен в 2001 году.

## Структура
АпоA5 содержит 343 аминокислот. Компьютерный анализ показал, что апоА5 имеет амфифильные альфа-спирали подобно большинству апобелков.

## Ген
Ген APOA5, кодирующий белок апоА5 человека, локализуется в хромосоме 11 и находится в кластере аполипопротеинов апоА1/апоС3/apoA4/апоА5. Содержит 4 экзона. Полиморфизм APOA5 связан с уровнем триглицеридов.